# Weltschmerz
Weltschmerz (dal tedesco, dolore cosmico o stanchezza del mondo) è un termine coniato dallo scrittore tedesco Jean Paul e denota un tipo di sensazione provata da qualcuno che comprende che la realtà fisica non può mai soddisfare le domande della mente; l'espressione è usata anche per denotare una sensazione di tristezza al pensiero dei mali del mondo, legandosi ai concetti di empatia e teodicea, o a forme di misantropia o depressione.

## Caratteristiche e diffusione
Questo tipo di visione del mondo pessimistica, già presente in filosofi antichi, era diffusissima tra autori romantici e post-romantici, come Lord Byron, Giacomo Leopardi, François-René de Chateaubriand, Arthur Schopenhauer, Alfred de Musset, Nikolaus Lenau, Charles Baudelaire ed Heinrich Heine.
In Italia, anche se non viene totalmente sviluppata, tale visione pessimistica sembra essere anticipata da Vittorio Alfieri.
Massimo Mila, nell'introduzione a Siddharta di Hermann Hesse ha sottolineato l'assonanza tra la filosofia tedesca, specie Schopenhauer, e quella indiana (concetto buddhista di Duḥkha), facendo riferimento all'affermazione di Giacomo Prampolini sulla comunanza delle due culture a sentire il Weltschmerz.
In ambito musicale, influenza la visione del mondo di Gustav Mahler.
Una visione affine, in letteratura, è spesso presente anche nei romanzi e racconti fantasy di John Ronald Reuel Tolkien, in cui molti personaggi, specie della razza degli Elfi (pur essendo immortali, questo dolore può portarli a consumarsi o "avvizzire") ma non solo, sembrano soffrire di "stanchezza del mondo" (world-weariness, weariness of world).

### In psicologia
Il significato moderno di Weltschmerz nella lingua tedesca è di sofferenza psicologica provocata dalla consapevolezza che le proprie debolezze dipendono dall'inadeguatezza e dalla crudeltà del mondo, da circostanze fisiche e sociali. In questo senso il Weltschmerz può provocare depressione, rassegnazione ed escapismo, potendo diventare anche un disturbo mentale (si veda, ad esempio, la voce Hikikomori). Il significato moderno di Weltschmerz può essere paragonato al concetto di anomia, un tipo di alienazione che Émile Durkheim descrisse nel suo trattato sociologico Il suicidio. Studio di sociologia (1897).
Termine citato da John Steinbeck nel romanzo "La valle dell'Eden" (pag. 229). "Sentiva un dolore alla bocca dello stomaco, un'apprensione, come un pensiero malato. Era un Weltschmerz, quello che un tempo noi chiamavamo Welschrats ..."